# くろしま (掃海艇)
くろしま（ローマ字：JS Kuroshima, MSC-692）は、海上自衛隊の掃海艇。すがしま型掃海艇の12番艇。艇名は黒島に由来する。旧海軍測天型敷設特務艇「黒島」に次いで日本の艦艇としては2代目。
本記事は、本艇の艦暦について主に取り扱っているため、性能や装備等の概要についてはすがしま型掃海艇を参照されたい。

## 艦歴
「くろしま」は、平成14年度計画掃海艇392号艇として、USC京浜事業所で2004年5月12日に起工され、2005年8月31日に進水、2007年2月23日に就役し、佐世保地方隊沖縄基地隊第46掃海隊に編入された。
2013年6月20日から6月29日、硫黄島周辺海域で平成25年度実機雷処分訓練に参加。
2014年2月1日から2月8日、伊勢湾で機雷戦訓練に参加。
2016年7月18日から7月30日、陸奥湾で平成28年度機雷戦訓練および掃海特別訓練に参加。
2017年6月16日から6月25日までの間、掃海母艦「ぶんご」、掃海艇「ちちじま」、「はつしま」、「ししじま」、「あいしま」、「つのしま」、SH-60Jと共に平成29年度実機雷処分訓練に参加し、硫黄島周辺海域にて機雷掃海、機雷掃討、水中処分員による機雷処分訓練を実施。
2018年7月18日から7月30日、陸奥湾にて機雷戦訓練及び日米印共同掃海特別訓練に参加。
2021年11月23日14時頃、海上自衛隊は西表島の南約170kmの海域において、同海域を北東進するロシア海軍キロ改級潜水艦2隻、ステレグシチーⅡ級フリゲート1隻、ドゥブナ級補給艦1隻及びイングル級救難えい船1隻の合計5隻を確認した。これらの艦艇が沖縄本島と宮古島との間の海域を北上した後、11月27日に対馬海峡を北東進し、日本海へ向けて航行したことを確認するまでの間、海上自衛隊第4航空群所属P-1、第5航空群所属P-3C、第12護衛隊所属「あぶくま」、第14護衛隊所属「せとぎり」及び「せんだい」、並びに第3ミサイル艇隊所属「おおたか」などと共に、所要の情報収集・警戒監視を行った。